# Niklas Koppernigk
Niklas Koppernigk der Ältere (* vor 1454; † um 1483) war ein Kaufmann und Schöppe in der damaligen Hansestadt Thorn (Toruń). Er ist der Vater von Nikolaus Kopernikus.

## Familie
Es wird angenommen, dass seine Vorfahren aus Koprnik, später Köppernig, heute Koperniki in Oberschlesien stammten. Die Kaufmannsfamilie war weit verzweigt, und bevor Niklas nach Thorn zog, gab es bereits Thorner Bürger dieses Namens. Etwa um 1420 geboren (genaues Jahr und Geburtsort sind nicht bekannt), erscheint er in Dokumenten in Krakau wohnhaft, einer damals auch deutschsprachig verwalteten Hansestadt. Dort war er ein so bedeutender Bürger, dass er vermittelnd tätig wurde, als 1454 eine Delegation des Preußischen Bundes 1000 Goldgulden an den Krakauer Kardinal Zbigniew Oleśnicki zahlte.

## Wirken
Seinen Lebensunterhalt verdiente er als Großhändler, unter anderem mit Kupfer, und er war lange, bevor er nach Preußen zog, bereits dort im Handel tätig. In Thorn erbte, kaufte und verkaufte er Häuser und trat als Vertreter oftmals bei Gerichtssachen auf, wie viele Dokumente der Stadt Thorn bezeugen. Aus einem Dokument in der Stadt Krakau geht hervor, dass „niclos koppirnik hat gelobet im awsczurichten vor gehegtir bang czu thorn von demselben Reich korssner eyn quittan … so sal her martin Belze von niclas Koppernicks wegen sulche XVIII gülden entphangen …“.
Vier Jahre später, 1458, wird er in Danziger Akten als bevollmächtigter Bürger der Hansestadt Thorn erwähnt. Das Datum von Niklas Koppernigks Heirat mit Barbara Watzenrode (oder Watzelrode), Tochter einer altansässigen Patrizierfamilie, ist nicht genau bekannt. Aus einem Dokument über die Erbauseinandersetzung nach seinem Tode ist zu ersehen, dass die Ehe im Frühjahr 1464 bereits geschlossen war. 1464 erbte Koppernigk von seinem Schwiegervater nebst anderen Grundstücken den Weingarten am Kloster, welcher 1425 von Albert Watzenrode gekauft worden war und beträchtliches Einkommen brachte.
Im Jahre 1465 wurde der Kaufmann Koppernigk in den Schöppenstuhl der Thorner Altstadt gewählt. Leopold Prowe, Biograf des Astronomen Kopernikus, wies darauf hin, dass diese Wahl wohl nur deswegen so bald nach seinem Zuzug möglich war, weil er in die ansässige Patrizierfamilie Watzenrode eingeheiratet hatte.
Ab 1483 wird Niklas Koppernigk nicht mehr in den Schöppenbüchern erwähnt. Daraus schließt man auf das Todesjahr.

## Nachfahren
Die Eheleute Koppernigk hatten vier Kinder Andreas, Barbara, Katharina und Niklas/Nikolaus. Niklas Koppernigk (der Vater) wurde mit seiner Familie im Jahre 1469 in den dritten Orden des hl. Dominikus aufgenommen. Andreas wurde wie sein Bruder Nikolaus Domherr in Frauenburg. In den erhaltenen Urkunden unterschrieb er mit Andreas Coppernigk, benutzte als Siegel aber "A.K" (für Koppernigk). Barbara wurde Äbtissin des Zisterzienserinnenklosters in Kulm. Katharina heiratete Barthel Gertner, einen Kaufmann aus Krakau.